# Colpo di Stato bulgaro del 1923
Il colpo di Stato bulgaro del 1923, noto in Bulgaria come il colpo di Stato del 9 giugno (in bulgaro: Деветоюнски преврат, Devetojunski prevrat), fu un colpo di Stato organizzato dalle forze armate della Lega militare del generale Ivan Vălkov nel Regno di Bulgaria alla vigilia del 9 giugno 1923. Legittimato con un decreto dello zar Boris III, rovesciò il governo dell'Unione Nazionale Agraria Bulgara guidata da Aleksandăr Stambolijski e lo sostituì con un governo guidato da Aleksandăr Cankov.
In molti luoghi il colpo di Stato incontrò l'opposizione degli attivisti agrari e dei volontari comunisti, un evento noto nella storiografia bulgara come la rivolta di giugno. La rivolta era disorganizzata fin dall'origine, e mancava di un leader comune e di un raggio d'azione su scala nazionale. Nonostante l'attività dei rivoltosi fosse comunque notevole nei dintorni delle città di Pleven (che riuscirono a prendere), di Pazardžik e di Šumen, fu rapidamente stroncata dal nuovo governo.
Il Partito Comunista Bulgaro non prese parte alla rivolta di giugno, dato che riteneva che sia la rivolta sia il colpo di Stato fossero "lotte per il potere tra la borghesia urbana e quella contadina". Il partito preferì rimanere neutrale; ad ogni modo, sotto la pressione del Comintern, organizzò la fallimentare rivolta di settembre nello stesso anno.

## Fonti
- (BG) Петър Делев, et al., 46. Националната катастрофа и бурното следвоенно десетилетие — 1919-1931 г., in История и цивилизация за 11. клас, Труд, Сирма, 2006.

| Controllo di autorità | LCCN (EN) sh85017880 · GND (DE) 7523454-3 · J9U (EN, HE) 987007292396205171 |